# Foresta nazionale di Hoosier
La foresta nazionale di Hoosier è una proprietà gestita dal Servizio Forestale degli Stati Uniti nelle colline dell'Indiana meridionale. Composta da quattro sezioni separate, ha un'area totale di 821 km². La sede amministrativa della foresta nazionale di Hoosier è a Bedford, con uffici regionali a Tell City. I luoghi più caratteristici della foresta comprendono l'insediamento Lick Creek, il sito archeologico di Potts Creek Rockshelter e la Jacob Rickenbaugh House.

## Storia
La foresta nazionale di Hoosier fu intaccata dall'umanità per la prima volta circa 12 000 anni fa, quando i nativi americani degli Stati Uniti d'America cacciarono nella foresta. Gli europei raggiunsero il sito nel tardo XVII secolo, ed iniziarono a costruirvi villaggi. Lo sfruttamento del legname ebbe inizio nel XIX secolo, dopo il 1865 nelle aree più difficilmente raggiungibili; nel 1910 gran parte dell'area era stata deforestata. Agli inizi degli anni '30 il governatore dell'Indiana spinse il governo federale a prendere iniziativa contro l'erosione delle terre che stava facendo migrare le popolazioni locali; la legge venne approvata il 6 febbraio 1935.
All'interno della foresta nazionale di Hoosier, a 3 km a sud di Chambersburg si trova l'insediamento di Lick Creek, un villaggio di neri liberi guidati dal quacchero Jonathan Lindley occupato dal 1819 al 1865 circa. La foresta memoriale alle madri pioniere presso Paolo contiene un esempio eccellente di foresta vergine, e l'area ricreativa di Hemlock Cliffs nella contea di Crawford ha uno degli itinerari più panoramici dell'Indiana.
La Hickory Ridge Lookout Tower è l'unica torre di guardia per gli incendi rimasta sulle otto che un tempo si trovavano nella foresta nazionale di Hoosier. Al momento della costruzione, vi era una casa con due camere per il ranger e i suoi dipendenti, ma è stata in seguito distrutta. I visitatori possono ancora salire sulla torre, prestando le opportune attenzioni.
La riserva di Maumee Scouth e il lago Tarzan si trovano nella foresta nazionale di Hoosier. Il lago Tarzan prende il nome da Sarkezs Tarzan, che guidò la campagna per costruire il campo.